# Micromatta atoma
Genre
Espèce
Synonymes
- Matta atoma Shear, 1978

Micromatta atoma, unique représentant du genre Micromatta, est une espèce d'araignées aranéomorphes de la famille des Tetrablemmidae.

## Distribution
Cette espèce est endémique du Belize.

## Description
Le mâle holotype mesure 0,94 mm et la femelle paratype 0,96 mm.

## Publications originales
- Shear, 1978 : Taxonomic notes on the armored spiders of the families Tetrablemmidae and Pacullidae. American Museum novitates, no 2650, p. 1-46 (texte intégral).
- Lehtinen, 1981 : Spiders of the Oriental-Australian region. III. Tetrablemmidae, with a world revision. Acta Zoologica Fennica, vol. 162, p. 1-151.